# Promised Land (альбом Элвиса Пресли)
Promised Land (с англ. Земля обетованная) — двадцатый студийный альбом американского певца Элвиса Пресли, названный по заглавной песне, написанной Чаком Берри, вышедший в 1975 году. Диск занял 47-е место в американском хит-параде.

## Обзор
В декабре 1973 года Пресли вернулся в студию Stax, находившуюся в его родном Мемфисе, после малоудачной сессии в июне того же года. Несмотря на согласие работать, Пресли в большинстве случаев лишь пропевал песни под минимальный аккомпанемент, предоставляя музыкантам позже самим дорабатывать дорожки. По итогу декабрьских сессий было записано около двадцати дорожек, которые пошли на два альбома «Good Times» (1974) и «Promised Land». В следующем, 1974 году Пресли в студии не работал. Ввиду нехватки нового материала для альбомов, лейбл в это время пошёл на выпуск множества различных сборников, что раньше было не характерно для Пресли.
В целом записи этого периода проникнуты ностальгией и подавленным настроением, связанным с проблемами в семье. В основном, это были кантри-баллады и блюзы. RCA отобрали большинство из них для альбома «Good Times», остальные песни остались для «Promised Land», включая заглавный рок-н-ролл Чака Берри 1964 года.

## Список композиций
1. Promised Land (2:51)
2. There’s A Honky Tonk Angel (Who Will Take Me Back In) (3:01)
3. Help Me (2:27)
4. Mr. Songman (2:07)
5. Love Song Of The Year (3:15)
6. It’s Midnight (3:20)
7. Your Love’s Been A Long Time Coming (2:52)
8. If You Talk In Your Sleep (2:26)
9. Thinking About You (3:06)
10. You Asked Me To (2:52)

## Альбомные синглы
- If You Talk In Your Sleep / Help Me (май 1974; #17)
- Promised Land / It’s Midnight (сентябрь 1974; #14)
- В январе 1975 года «Thinking About You» вышла на оборотной стороне сингла «My Boy» (из альбома «Good Times»). В апреле 1975 «Mr. Songman» также вышла на оборотной стороне сингла «T-R-O-U-B-L-E» (из альбома «Today»).